# جوني ألان (مغني)
جوني ألان (بالإنجليزية: Johnnie Allan)‏ هو مغني ومغن مؤلف أمريكي، ولد في 10 مارس 1938 في راين في الولايات المتحدة.

## وصلات خارجية
- جوني ألان على موقع ميوزك برينز (الإنجليزية)
- جوني ألان على موقع ميوزك برينز (الإنجليزية)
- جوني ألان على موقع ديسكوغز (الإنجليزية)
- جوني ألان على موقع ديسكوغز (الإنجليزية)